# Ooststellingwerf
Ooststellingwerf é um município dos Países Baixos, situado na província da Frísia. Tem 226,11 km² de área e sua população em 2020 foi estimada em 25 366 habitantes.